# Stjepan Jovanović

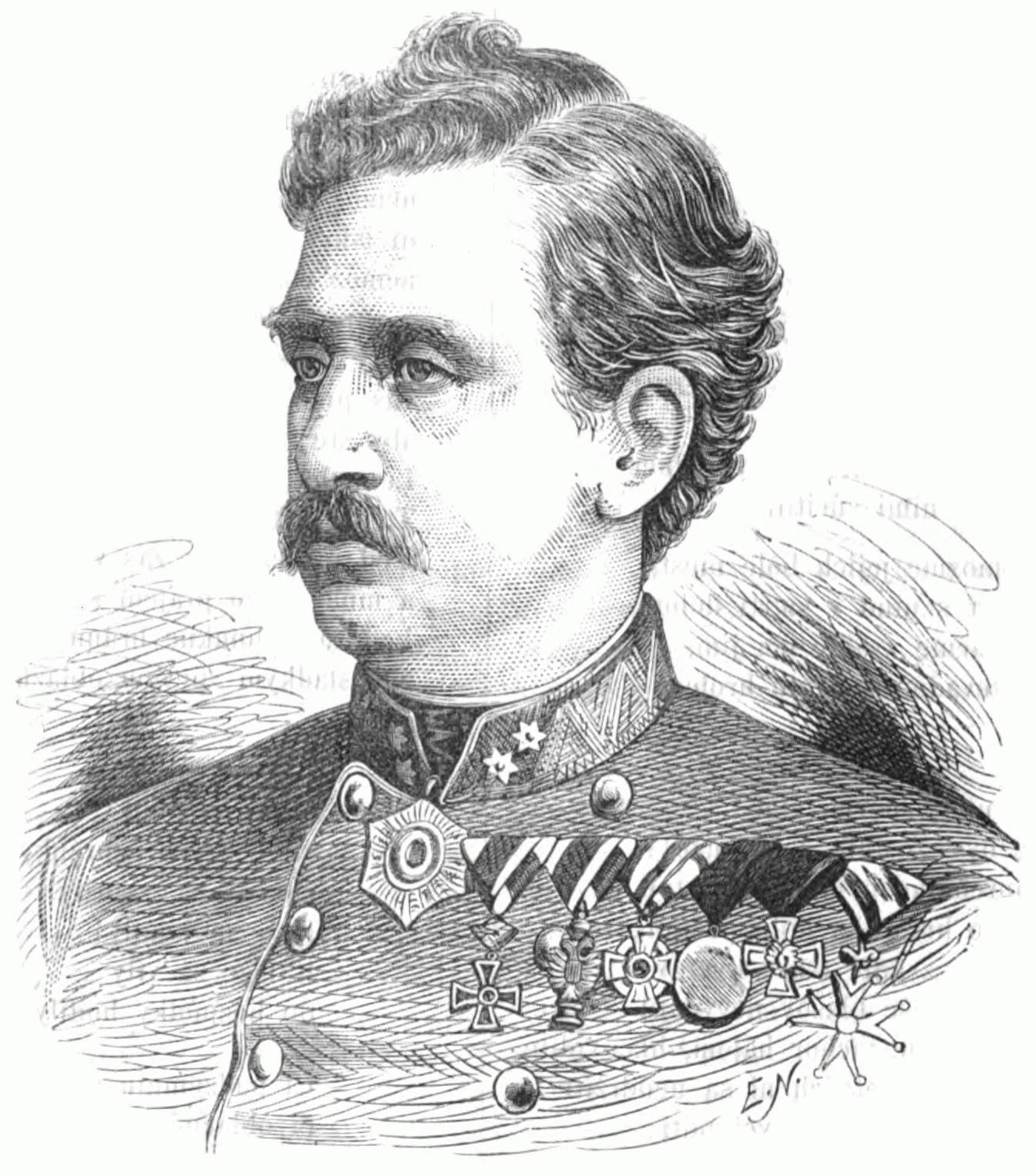
Stjepan Jovanović

Stjepan Jovanović, född 5 januari 1828 i byn Pazarište nära Otočac, död 8 december 1885 i Zadar, var en österrikisk (kroatisk) fältmarskalk. 
Jovanović deltog i italienska fälttågen 1848–49 och 1866, var 1861–65 generalkonsul i Sarajevo och kuvade 1869 den dalmatiska resningen i Kotor. Han gällde som utmärkt kännare av Bosnien, Montenegro och angränsande länder, blev 1876 fältmarskalklöjtnant och ledde 1878 ockupationen av Hercegovina. År 1882 undertryckte han upproret i Krivošije vid Kotorbukten och blev ståthållare i Dalmatien.